# Handball-Bundesliga de 2012–13
O Campeonato Alemão de Handebol Masculino de 2012–13 - Primeiro Nível foi a 36ª edição desta competição organizada pela Federação Alemã de Handebol (Deutscher Handballbund).

## Regulamento
A 1. Bundesliga 2012/2013 foi disputada por dezoito equipes em dois turnos. No primeiro turno, todos os times jogaram entre si uma única vez. Já os jogos do segundo turno foram realizados na mesma ordem do primeiro, mas com o mando de quadra invertido. Em caso de vitória, a equipe somou dois pontos na classificação e o adversário, nenhum; quando houve empate, somou-se um ponto para ambas as equipes. Ao final de 34 rodadas, a equipe que somou mais pontos na classificação sagrou-se campeã alemã de handebol.
As três primeiras colocadas garantiram vaga na Liga dos Campeões da Europa 2013/2014. A quarta e a quinta colocadas ganharam o direito de participar da eliminatória para a Liga dos Campeões. A sexta colocada classificou-se para a Copa EHF 2013/2014. As três últimas colocadas foram rebaixadas à segunda divisão.

## Equipes participantes
Dezoito equipes disputaram a 1. Bundesliga 2012/2013. São elas:
| Equipe                   | Cidade        | Ginásio                   | Capacidade | Temporada 2011/2012 |
| ------------------------ | ------------- | ------------------------- | ---------- | ------------------- |
| THW Kiel                 | Kiel          | Sparkassen-Arena          | 10 250     | 1º                  |
| SG Flensburg-Handewitt   | Flensburg     | Campushalle               | 6 300      | 2º                  |
| Füchse Berlin            | Berlim        | Max-Schmeling-Halle       | 8 500      | 3º                  |
| HSV Hamburg              | Hamburgo      | O2 World Arena            | 13 000     | 4º                  |
| Rhein-Neckar Löwen       | Mannheim      | SAP Arena                 | 14 500     | 5º                  |
| SC Magdeburg             | Magdeburgo    | Bördelandhalle            | 7 782      | 6º                  |
| TBV Lemgo                | Lemgo         | Lipperlandhalle           | 5 000      | 7º                  |
| Frisch Auf Göppingen     | Göppingen     | EWS Arena                 | 4 300      | 8º                  |
| TuS N-Lübbecke           | Lübbecke      | Kreissporthalle Lübbecke  | 3 300      | 9º                  |
| MT Melsungen             | Melsungen     | Rothenbach-Halle          | 4 300      | 10º                 |
| VfL Gummersbach          | Gummersbach   | Eugen-Haas-Halle          | 2 100      | 11º                 |
| TV Großwallstadt         | Großwallstadt | F.a.n. Frankenstolz Arena | 4 200      | 12º                 |
| TSV Hannover-Burgdorf    | Hanôver       | Swiss Life Hall           | 4 460      | 13º                 |
| HBW Balingen-Weilstetten | Balingen      | Sparkassen-Arena Balingen | 2 000      | 14º                 |
| HSG Wetzlar              | Wetzlar       | RITTAL Arena              | 4 412      | 15º                 |
| GWD Minden               | Minden        | Kampa-Halle               | 4 547      | 1º (2. Bundeliga)   |
| TuSEM Essen              | Essen         | Sportpark am Hallo        | 2 500      | 2º (2. Bundeliga)   |
| TV 1893 Neuhausen        | Metzingen     | Paul-Horn-Arena           | 2 348      | 3º (2. Bundeliga)   |

## Classificação
| Pos | Equipe                   | Pts | J  | V  | E | D  | GP   | GC   | SG   |
| --- | ------------------------ | --- | -- | -- | - | -- | ---- | ---- | ---- |
| 1   | THW Kiel                 | 61  | 34 | 30 | 1 | 3  | 1122 | 899  | +223 |
| 2   | SG Flensburg-Handewitt   | 54  | 34 | 25 | 4 | 5  | 1033 | 862  | +171 |
| 3   | Rhein-Neckar Löwen       | 54  | 34 | 25 | 4 | 5  | 965  | 850  | +115 |
| 4   | Füchse Berlin            | 51  | 34 | 24 | 3 | 7  | 976  | 892  | +84  |
| 5   | HSV Hamburg              | 49  | 34 | 22 | 5 | 7  | 1035 | 944  | +91  |
| 6   | TSV Hannover-Burgdorf    | 46  | 34 | 21 | 4 | 9  | 1021 | 1002 | +19  |
| 7   | HSG Wetzlar              | 37  | 34 | 17 | 3 | 14 | 996  | 975  | +21  |
| 8   | SC Magdeburg             | 36  | 34 | 16 | 4 | 14 | 955  | 918  | +37  |
| 9   | TBV Lemgo                | 34  | 34 | 15 | 4 | 15 | 921  | 927  | −6   |
| 10  | MT Melsungen             | 33  | 34 | 14 | 5 | 15 | 945  | 947  | −2   |
| 11  | Frisch Auf Göppingen     | 32  | 34 | 15 | 2 | 17 | 950  | 905  | +45  |
| 12  | TuS Nettelstedt-Lübbecke | 28  | 34 | 13 | 2 | 19 | 961  | 988  | −27  |
| 13  | HBW Balingen-Weilstetten | 25  | 34 | 11 | 3 | 20 | 956  | 1019 | −63  |
| 14  | GWD Minden               | 18  | 34 | 6  | 6 | 22 | 880  | 1009 | −129 |
| 15  | VfL Gummersbach          | 16  | 34 | 6  | 4 | 24 | 887  | 1018 | −131 |
| 16  | TV Großwallstadt         | 15  | 34 | 6  | 3 | 25 | 848  | 946  | −98  |
| 17  | TV 1893 Neuhausen        | 15  | 34 | 7  | 1 | 26 | 885  | 1042 | −157 |
| 18  | TuSEM Essen              | 8   | 34 | 3  | 2 | 29 | 870  | 1063 | −193 |

## Resultados
Para um dado resultado encontrado nesta tabela, a linha se refere ao mandante e a coluna, ao visitante.
|                          | FAG   | BER   | MIN   | HBW   | WET   | HAM   | MEL   | RNL   | MAG   | SFH   | LEM   | KIE   | HAN   | LUB   | ESS   | NEU   | GRO   | GUM   | Pos |
| Frisch Auf Göppingen     |       | 32–34 | 28–28 | 33–22 | 23–27 | 34–26 | 20–27 | 25–30 | 28–26 | 27–32 | 33–28 | 33–29 | 28–31 | 29–22 | 35–19 | 32–26 | 38–20 | 29–32 | 11º |
| Füchse Berlin            | 29–26 |       | 29–25 | 27–26 | 27–28 | 37–27 | 27–27 | 32–26 | 29–26 | 16–27 | 21–19 | 26–26 | 27–28 | 35–25 | 32–25 | 36–25 | 30–21 | 29–28 | 4º  |
| GWD Minden               | 26–32 | 27–31 |       | 31–31 | 35–26 | 22–34 | 26–24 | 23–26 | 26–26 | 29–30 | 21–21 | 32–36 | 27–30 | 32–31 | 30–26 | 28–23 | 26–24 | 27–31 | 14º |
| HBW Balingen-Weilstetten | 29–25 | 29–29 | 33–33 |       | 26–28 | 31–35 | 29–34 | 33–34 | 33–27 | 29–30 | 29–27 | 22–34 | 33–35 | 33–24 | 29–23 | 32–26 | 30–24 | 29–25 | 13º |
| HSG Wetzlar              | 30–27 | 25–27 | 32–28 | 29–32 |       | 33–26 | 29–26 | 23–29 | 27–28 | 31–31 | 31–28 | 26–27 | 27–31 | 31–28 | 33–33 | 35–25 | 26–25 | 38–32 | 7º  |
| HSV Hamburg              | 30–29 | 28–25 | 33–21 | 32–19 | 30–29 |       | 38–27 | 23–30 | 31–19 | 25–25 | 34–31 | 30–33 | 26–26 | 26–31 | 41–34 | 30–27 | 29–19 | 32–21 | 5º  |
| MT Melsungen             | 28–25 | 24–30 | 26–21 | 31–29 | 28–25 | 30–30 |       | 23–26 | 26–31 | 26–26 | 29–34 | 29–33 | 26–26 | 32–28 | 27–25 | 36–25 | 32–24 | 32–27 | 10º |
| Rhein-Neckar Löwen       | 26–26 | 25–23 | 32–22 | 35–22 | 31–29 | 28–34 | 27–22 |       | 30–22 | 30–27 | 31–26 | 17–28 | 39–28 | 24–19 | 29–21 | 30–25 | 26–21 | 27–22 | 3º  |
| SC Magdeburg             | 0–1   | 31–33 | 26–18 | 36–30 | 24–26 | 28–29 | 34–30 | 20–20 |       | 34–32 | 27–24 | 23–32 | 34–31 | 29–29 | 35–25 | 35–24 | 33–25 | 41–31 | 8º  |
| SG Flensburg-Handewitt   | 29–25 | 29–18 | 30–19 | 39–24 | 36–27 | 23–23 | 35–29 | 30–27 | 30–24 |       | 33–22 | 35–29 | 32–26 | 30–28 | 40–20 | 37–26 | 26–20 | 25–20 | 2º  |
| TBV Lemgo                | 25–22 | 21–27 | 32–25 | 26–27 | 30–27 | 29–35 | 31–28 | 27–27 | 26–28 | 27–22 |       | 28–31 | 30–32 | 29–32 | 24–23 | 31–25 | 33–28 | 30–25 | 9º  |
| THW Kiel                 | 36–25 | 40–33 | 37–26 | 33–25 | 37–31 | 30–27 | 25–29 | 31–25 | 33–30 | 34–27 | 36–24 |       | 39–29 | 30–23 | 33–23 | 29–21 | 34–23 | 36–19 | 1º  |
| TSV Hannover-Burgdorf    | 31–28 | 30–31 | 33–26 | 25–20 | 29–29 | 26–30 | 29–25 | 26–32 | 30–28 | 29–28 | 28–28 | 30–36 |       | 37–31 | 34–24 | 33–29 | 31–27 | 33–28 | 6º  |
| TuS Nettelstedt-Lübbecke | 24–34 | 29–33 | 34–23 | 30–31 | 29–30 | 32–33 | 28–24 | 24–24 | 29–24 | 24–33 | 23–25 | 29–23 | 36–28 |       | 34–27 | 29–26 | 28–33 | 29–26 | 12º |
| TuSEM Essen              | 25–37 | 24–31 | 28–22 | 28–22 | 26–36 | 26–34 | 29–31 | 20–30 | 26–32 | 24–27 | 21–30 | 25–37 | 32–33 | 30–35 |       | 27–28 | 22–27 | 28–28 | 18º |
| TV 1893 Neuhausen        | 24–28 | 22–29 | 34–28 | 34–29 | 23–31 | 28–28 | 26–29 | 21–32 | 26–32 | 26–37 | 21–23 | 20–39 | 31–32 | 27–28 | 24–32 |       | 32–27 | 29–26 | 17º |
| TV Großwallstadt         | 27–28 | 18–25 | 35–22 | 28–23 | 28–26 | 30–31 | 23–23 | 24–30 | 27–28 | 23–29 | 21–26 | 29–32 | 26–31 | 23–24 | 28–20 | 26–28 |       | 22–22 | 16º |
| VfL Gummersbach          | 27–26 | 23–28 | 25–25 | 26–30 | 30–35 | 31–35 | 26–25 | 28–30 | 24–37 | 21–31 | 25–25 | 25–34 | 26–30 | 24–32 | 29–27 | 26–28 | 25–24 |       | 15º |

## Artilharia
| Pos. | Nacionalidade | Nome             | Equipe                   | Partidas | Gols | 7 m |
| ---- | ------------- | ---------------- | ------------------------ | -------- | ---- | --- |
| 1    | Dinamarca     | Hans Lindberg    | HSV Hamburg              | 34       | 235  | 99  |
| 2    | Dinamarca     | Anders Eggert    | SG Flensburg-Handewitt   | 34       | 221  | 103 |
| 3    | Dinamarca     | Morten Olsen     | TSV Hannover-Burgdorf    | 33       | 205  | 58  |
| 4    | Alemanha      | Marcel Schiller  | TV 1893 Neuhausen        | 32       | 193  | 75  |
| 5    | Alemanha      | Holger Glandorf  | SG Flensburg-Handewitt   | 34       | 189  | 0   |
| 6    | Chéquia       | Filip Jícha      | THW Kiel                 | 34       | 180  | 18  |
| 7    | Alemanha      | Adrian Pfahl     | VfL Gummersbach          | 32       | 179  | 26  |
| 8    | Alemanha      | Aljoscha Schmidt | GWD Minden               | 34       | 176  | 66  |
| 9    | Alemanha      | Dennis Wilke     | TuS Nettelstedt-Lübbecke | 33       | 171  | 78  |
| 10   | Áustria       | Robert Weber     | SC Magdeburg             | 33       | 168  | 57  |